# Luca Rigoni (giornalista)
Luca Rigoni (Roma, 7 gennaio 1964) è un giornalista e conduttore televisivo italiano.

## Biografia
La sua carriera giornalistica inizia nel 1988, dopo la laurea con lode in Discipline dell'arte, della musica e dello spettacolo, presso la facoltà di Lettere e filosofia dell'Università di Bologna, con una tesi in Storia del cinema. Ha studiato, negli anni '80, all'Università della California - Berkeley, e alla New York University, NYU.
Ha lavorato alla Rai Corporation di New York dal 1989 alla fine del 1991.
Per il TG5 di Mediaset, dove lavora dalla fondazione assunto da Enrico Mentana, ha seguito come inviato i principali avvenimenti internazionali: nove elezioni presidenziali americane, da quella di Bill Clinton, nel 1992, in poi (nel 2004 era a Washington nel quartier generale di George W. Bush, nel 2008 e nel 2012 a Chicago in quello di Barack Obama, nel 2016 e nel 2024 a Washington per l'elezione di Donald Trump, nel 2020 a Wilmington da Joe Biden), due Midterm (2006 e 2010), numerosi vertici internazionali, incluso il G8 di Genova nel 2001 e quello dell'Aquila nel 2009, il dopo l'11 settembre 2001 da Washington, l'uragano Katrina da New Orleans. È stato in Somalia e in Afghanistan, a Londra nel 2005 e nel 2006 per gli attentati e l'allarme terrorismo, e molte volte in Medio Oriente. Ha intervistato, fra gli altri, i segretari di Stato americani Henry Kissinger, Colin Powell e Condoleezza Rice, l'ex premier israeliano Ehud Olmert, il presidente turco Erdogan, nel 2004 Bill Gates. Il 2 aprile 2005, in uno speciale del TG5, ha dovuto annunciare in diretta la morte di Giovanni Paolo II. Ha condotto il TG5 della notte e l'edizione del pomeriggio. In seguito, con l'approdo alla direzione del TG5 di Clemente J. Mimun, ha condotto l'edizione delle 13 in coppia con Elena Guarnieri e Monica Gasparini, fino al 1º ottobre 2009. Dal 2010 al 2011 è stato inviato del TG5 a Bruxelles. Dopo essere stato dal 2003 caporedattore della redazione Esteri del TG5, nel novembre 2011 è passato a TGcom24.
Dal 2005 al 2015 ha collaborato al supplemento culturale de Il Foglio, con pagine dedicate principalmente alla letteratura angloamericana e agli esteri.
Nel novembre 2017 gli è stato conferito il premio giornalistico Amerigo, "riconoscimento morale per l’opera di quei giornalisti che raccontano l’America agli italiani".
Dal 7 ottobre 2019 al marzo 2025 è stato alla conduzione del TG4, prima nell'edizione delle 18:55 e in seguito in quella delle 11:55.
Da marzo 2022, con l'invasione russa dell'Ucraina, è inviato da Londra per le testate Mediaset, al posto di Federico Gatti, a Cologno Monzese per condurre Diario di guerra, lo speciale del TG4 dedicato proprio alla crisi russo-ucraina. Conduce poi a sua volta Diario di guerra, che diverrà Diario del giorno fino alla primavera 2023, alternandosi con Benedetta Corbi. Dal marzo 2025 ritorna al TG5 come capo della redazione Esteri. 
Per il TG5 e i suoi Speciali segue i Funerali di Papa Francesco e commenta in diretta lo storico faccia a faccia nella Basilica di San Pietro in Vaticano tra Donald Trump e Volodymyr Zelens'kyj il 26 aprile 2025.
È stato definito "a prominent anchor at a TV channel owned by the Italian company Mediaset" dal New York Times.